# Banac Chawuc
Banac Chawuc är en ort i Mexiko.   Den ligger i kommunen Chilón och delstaten Chiapas, i den sydöstra delen av landet, 800 km öster om huvudstaden Mexico City. Banac Chawuc ligger 867 meter över havet och antalet invånare är 114.
Terrängen runt Banac Chawuc är huvudsakligen kuperad, men norrut är den bergig. Banac Chawuc ligger nere i en dal. Runt Banac Chawuc är det ganska tätbefolkat, med 54 invånare per kvadratkilometer. Närmaste större samhälle är Yajalón, 11,0 km nordväst om Banac Chawuc. I omgivningarna runt Banac Chawuc växer i huvudsak städsegrön lövskog.